# Красенівка
Красе́нівка — село в Україні, у Чорнобаївській селищній громаді Золотоніського району Черкаської області.

## Географічне розташування
Село Красенівка розташоване на Придніпровській низовині біля витоків річки Ірклій, яка є лівою притокою Дніпра, за 20 км від адміністративного центру селищної громади. Землі села межують із територією села Сазонівка, Лубенський район Полтавської області. Найближча залізнична станція Пальміра (за 17 км). Загальна площа села та його угідь — 3200 га.

## Історія
Назва села походить від імені одного з першопоселенців — значкового товариша Переяславського полку Григорія Красіона, що мав тут землі і у 1769 році побудував «за допомогою прихожан» Різдво-Богородицьку церкву.
Першу писемну згадку про село маємо в «Справі полкового переяславського осавула Лукашевича з товариством козаків села Богодухівки і з спільниками в спільному козацькому володінні суддею полковим Петром Дараганом і військовим товаришем Василем Косюрою за землю». Документ датований 1767 роком, проте події, що викликали цю «Справу», відбулися за рік до того. Хоча село виникло набагато раніше — в перші десятиріччя XVIII століття.
В «Описах Київського намісництва» 1770—1780-х років XVIII століття підтверджується факт входження села Красенівки до Кропивнянської сотні Переяславського полку. Після ліквідації полкового устрою село входило до складу Золотоніського повіту Київського намісництва.
У 1781 році в селі налічувалося 167 хат (господарств), з них 45 хат козаків виборних, 122 — рангових посполитих, власницьких, різночинських і козацьких підсусідків. Станом на 1787 рік у селі проживало 469 душ. Було у володінні різного звання казенних людей, козаків та власників: надвірного радника Івана Каневського та колезького радника Степана Томари. Ймовірно, що назва селища Іванівка, яке розташоване біля села Красенівка, походить від імені саме його власника. Також і назва одного з кутків села — Тамарівка (вірніше — Томарівка) походить від прізвища Степана Томари. Селяни й козаки займалися землеробством, скотарством, рідше чумацтвом.
Красенівка  на мапі 1800 року.
На початку XIX століття село перебувало у складі Золотоніського повіту Полтавської губернії, яка була утворена у 1802 році.

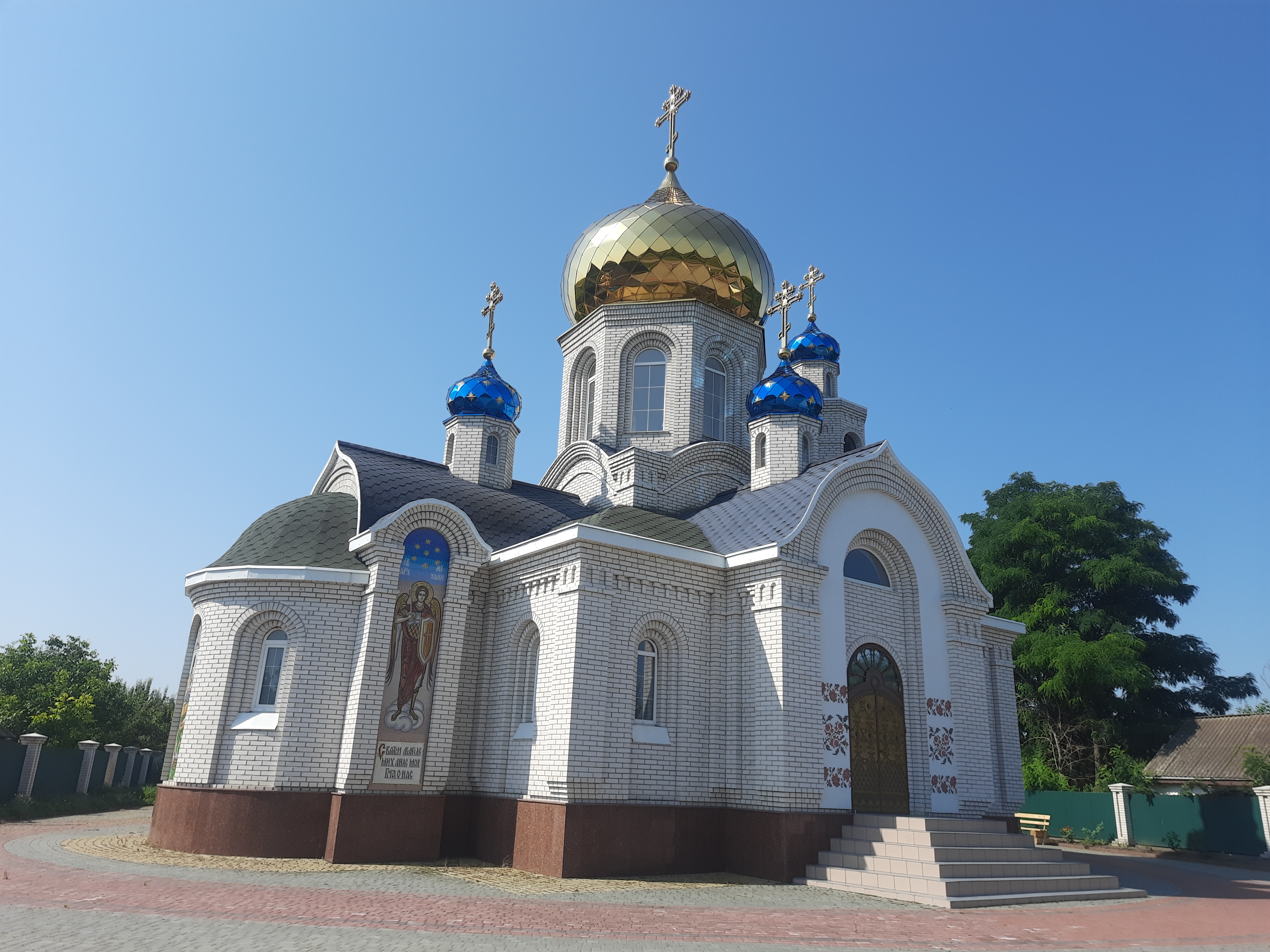
Церква Різдва Богородиці

Окрасою села стала церква Різдва Пресвятої Богородиці, садиба площею понад 900 сажнів. У своєму користуванні вона мала більше 33 десятин землі. 21 вересня в селі завжди відзначається храмове свято.
Щороку приріст населення становив 20-30, а то й 40 осіб. Лише у 1881 та 1901 роках, тобто в роки епідемій чи голодомору, приросту не було, а у неврожайному 1902 році померло 70 осіб (з них 43 — дітей), тоді народжуваність перевищила смертність лише на 6 осіб. За переписом 1900 року, в селі налічувалося 237 дворів, 210 домогосподарств, а населення становило 1732 особи. Малоземелля чи й безземелля змушували селян займатися різними промислами та ремеслами. Були кравці, які шили свити, кожухи, чумарки, корсети, шевці — чоботи й черевики, були і вишивальниці, в'язальниці, бондарі, столяри, маляри, ковалі, покрівельники. У селі було 3 теслі, коваль, 2 ткачі, швець-чоботар, 46 селян жили з поденщини, 17 — «із зажону» чужого хліба. З'явилося 16 представників інтелігенції (у селі з 1872 року, згідно із звітом директора народних училищ Полтавської губернії, діяло земське училище, а згодом парафіяльна школа, яка у 1902 році перетворена в земське училище, де працювало три учителі та один законовчитель).
Медичне обслуговування з 1891 року здійснювала Богодухівська лікарня з амбулаторією та аптекою. Лікарня мала лише 15 ліжок, а обслуговувала 30 навколишніх сіл, тому пролікуватися в ній було практично неможливо. Так, у 1908 році в ній лікувалося лише 9 осіб із Красенівки і 2 особи з Іванівки.
Перша світова війна ще більше погіршила соціально-економічне становище села. Через відсутність робочої сили (чоловіки були на війні), худоби (для потреб війни у селян реквізували коней) та сільгоспзнарядь весняна сівба 1917 року затягнулася до літа. Жах війни, господарська розруха, втрати на війні годувальників, злидні й голод викликали соціальну напруженість. Вже влітку 1917 року почалося самовільне захоплення поміщицьких земель Шліттера, Кублицьких, Абелів.
За даними Черкаського окружного статистичного бюро на 1 січня 1926 року (тоді район належав до Черкаської округи) в Красенівці, у восьми навколишніх хуторах, що входили до місцевої сільської ради, та в Іванівці налічувалося 604 господарства з 2904 мешканцями. У самій Красенівці було 457 господарств з населенням 2133 особи.
Навколо села були заможні хутори: Бардиків (12 осіб), Макайденків (10 осіб), 2 хутори Корнієнків (9 і 5 осіб), Кривоносів (25 осіб), Кучеренків (6 осіб), Слиньки (339 осіб), Красіонівський (24 особи). На базі хутора Красіонівського, колишнього володіння поміщиці Клеопатри Іванівни Бародинген (Бардзинген) утворилось УРГО (українське радянське господарство), тобто радгосп. Але, за даними Чорнобаївського райвиконкому, вже у 1930—1931 роках майже всі ці хутори, крім УРГО, перестали існувати, були або виселені взагалі, або переведені до села. Йшли землевпорядні роботи. 30 господарств визнано куркульськими і у 1929—1930 роках розкуркулено, а людей вислано. Почався період колективізації. У 1931—1932 роках в селі було утворено 4 колгоспи: на території кутка Хрущівка — «Добра Воля» (пізніше — імені Горького), на Булюківці та Марфівці — «Червона зірка», на Томарівці та Киселівці — «Перше травня» (згодом імені Маяковського), в Іванівці — «Боротьба» (пізніше — імені Чкалова). Організаторами і керівниками перших господарств були Г. Х. Онищенко, І. П. Кот, М. П. Кот, О. Л. Мозговий, Д. С. Таран, Я. І. Міняйло, Ф. К. Мозговий, С. К. Орленко.
У колишньому маєтку поміщика Жуковського діяла початкова школа (вчителі Іванець Марія, Бутовська Марія), в Іванівці — 2 комплекти (вчителі Міхельсон Іван, Мисюра Григорій). Згодом у селі організували семирічну школу в садибі колишнього сільського багатія Йосипа Балковського. Діяла хата-читальня, будинок колективіста, де велась боротьба з неписьменністю. Приміщення церкви було зруйновано у 1929 році. Тяжкими для села були страшні 1932—1933 роки. Голодомор спіткав не одного красенівця, але офіційних даних про це не збереглося. У той час багато колгоспників перейшло в радгосп «Комінтерн», де давали хлібний пайок. Не встигло село відійти від голодомору, як прийшло нове лихо — репресії проти так званих «ворогів народу». До їх числа потрапило 16 красенівців. Усі вони реабілітовані, на жаль, посмертно. Єдиним, хто був реабілітований за життя — І. О. Мінін (помер 1999 року), який присвятив останні роки свого життя збору матеріалів про репресованих.
В останні довоєнні роки село мало певні успіхи у господарстві. Зріс життєвий рівень колгоспників. У 1938—1940 роках працівники колгоспу імені Горького одержували на трудодень по 3,5 кг пшениці та грішми по 80 копійок, що на той час вважалося високою платою, проте мирну працю людей порушила кривава війна, жорстоке відлуння якої відчули в селі вже 22 червня по обідній порі. Спочатку був розпач, а далі все прийшло в чітку систему: мобілізація, евакуація худоби і тракторів на схід. На війну призивалися навіть шістнадцятирічні підлітки. 21 вересня 1941 року, саме на храмове свято, до Красенівки ввійшли німецькі окупанти, які залишилися тут рівно на два роки. Їхня управа знаходилась у Красенівському бурякорадгоспі.
Гітлерівці та їхні поплічники виловлювали молодь і відправляли до Німеччини. Понад 70 місцевих остарбайтерів пізнали «райське життя» в рейху. З 469 красенівців, які воювали на фронтах Німецько-радянської війни, на полі бою полягло 268 осіб. На їхню честь односельці спорудили обеліск Слави і посадили навколо нього парк. У центрі села встановлено пам'ятник Невідомому солдатові, на честь воїнів що боролися і гинули за визволення села від німецько-фашистських окупантів.
За участь у німецько-радянській війні 203 мешканці села нагороджено орденами та медалями. З перших днів визволення села у 1943 році відновили роботу сільська рада, споживча кооперація, сепаратор. 29 вересня 1943 року запрацювали медпункт, 15 жовтня — пошта, 10 листопада розпочалися заняття в школі, було налагоджено гаряче харчування школярів. Хоча строки сівби вже пройшли, проте було засіяно 582 га озимини у колгоспах, закінчено обмолот хлібів. Життя входило в нормальне русло.
У 1950 році чотири колгоспи об'єднались в один — імені Дзержинського, який очолив фронтовик Кисіль Павло Карпович і керував ним по 1969 рік. Це було велике багатогалузеве господарство, яке налічувало 3304 га, зокрема 2531 га орної землі, мало вдосталь техніки. Ним споруджено Будинок культури, а також дорогу до селища Чорнобай за участю сусідніх господарств — радгоспу імені Комінтерну й колгоспу імені Петровського (с. Богодухівка), певну допомогу надала держава.
У 1970—1986 роках колгосп очолював Кикоть Микола Іванович. Господарство збагачувалося, закуповувалася нова техніка, тривало будівництво, розширювалося тваринництво. Споруджувалися нові ферми, приміщення контори, побуткомбінату, сільська лазня, дитсадок, селом прокладено дороги з твердим покриттям, господарство допомагало колгоспникам споруджувати житлові будинки. У 1967 році за кошти двох господарств збудовано нове типове приміщення середньої школи, а вже через три роки біля школи встановлено погруддя славетному землякові Івану Піддубному.
У селі працювало чимало передовиків сільськогосподарського виробництва, серед них нагороджені: пташниця Онищенко Марія Андріївна — орденами Леніна й Трудового Червоного прапора; ланкова Фокіна (Піддубна) Катерина Максимівна, комбайнер Циба Іван Федорович — орденом «Знак Пошани» (1973); коваль Піддубний Дем'ян Йосипович — орденом «Знак Пошани» (1966); тракторист Піддубний Володимир Федорович — медаллю «За трудову доблесть», телятниця Піддубна Лідія Луківна — медаллю «За трудову доблесть» (1975); комбайнер Кот Михайло Васильович — орденом «Знак Пошани»; тракторист Онищенко Іван Андрійович — орденом Трудового Червоного прапора; ланкова Корнієнко Марія Пилипівна — орденом Трудового Червоного прапора (1951); доярка Рубан Меланія Яківна — орденом Трудового Червоного прапора; тракторист Курятник Микола Костянтинович — орденом Трудової Слави ІІІ ступеня; тракторист Стрижак Михайло Андрійович — орденом Трудової Слави ІІІ ступеня, ланкова Войденко Ніна Володимирівна — орденом Трудової Слави ІІІ ступеня, Вишня Андрій Миколайович — орденом «Трудової Слави» ІІІ ступеня тощо.

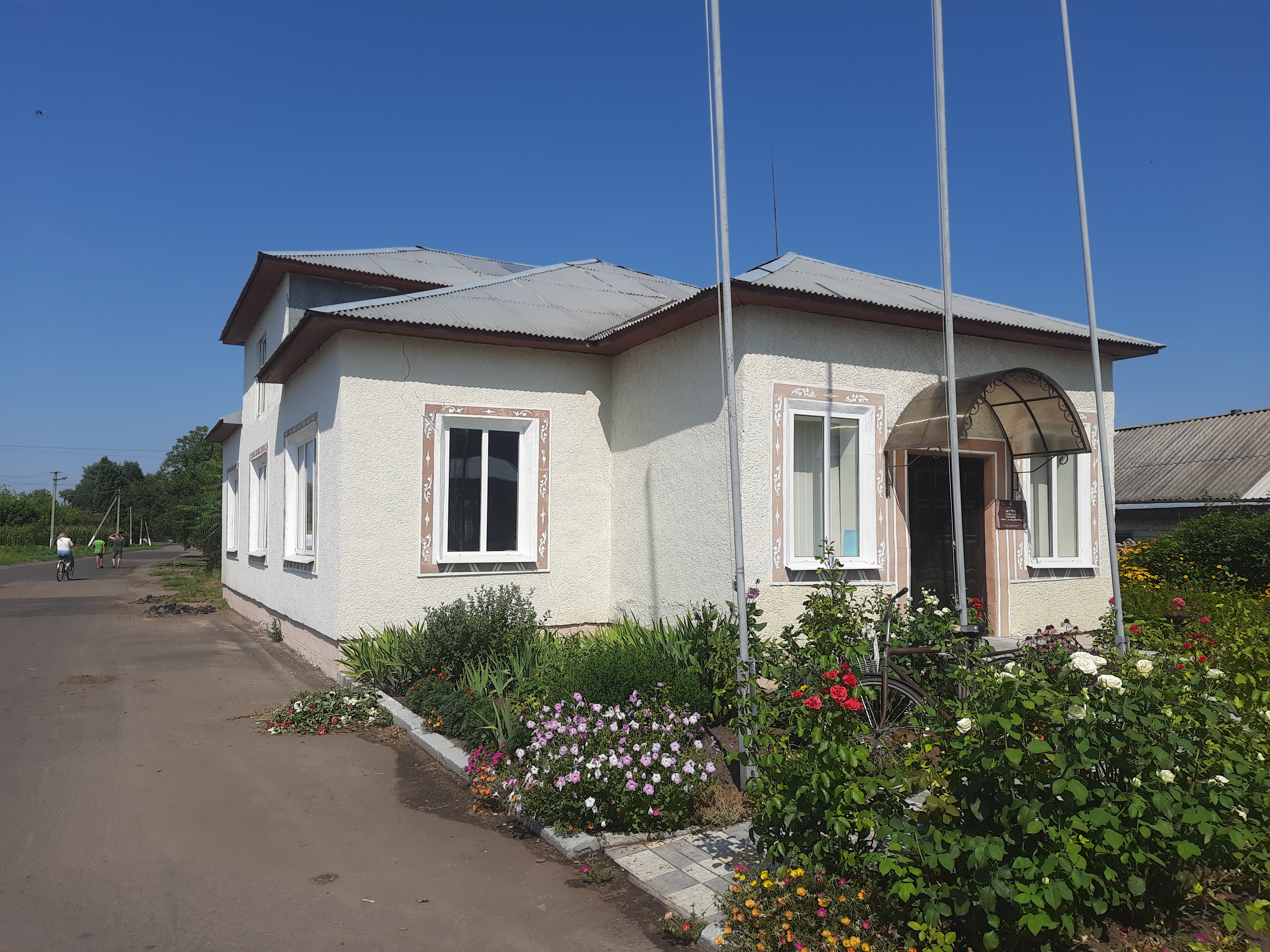
Музей Івана Піддубного

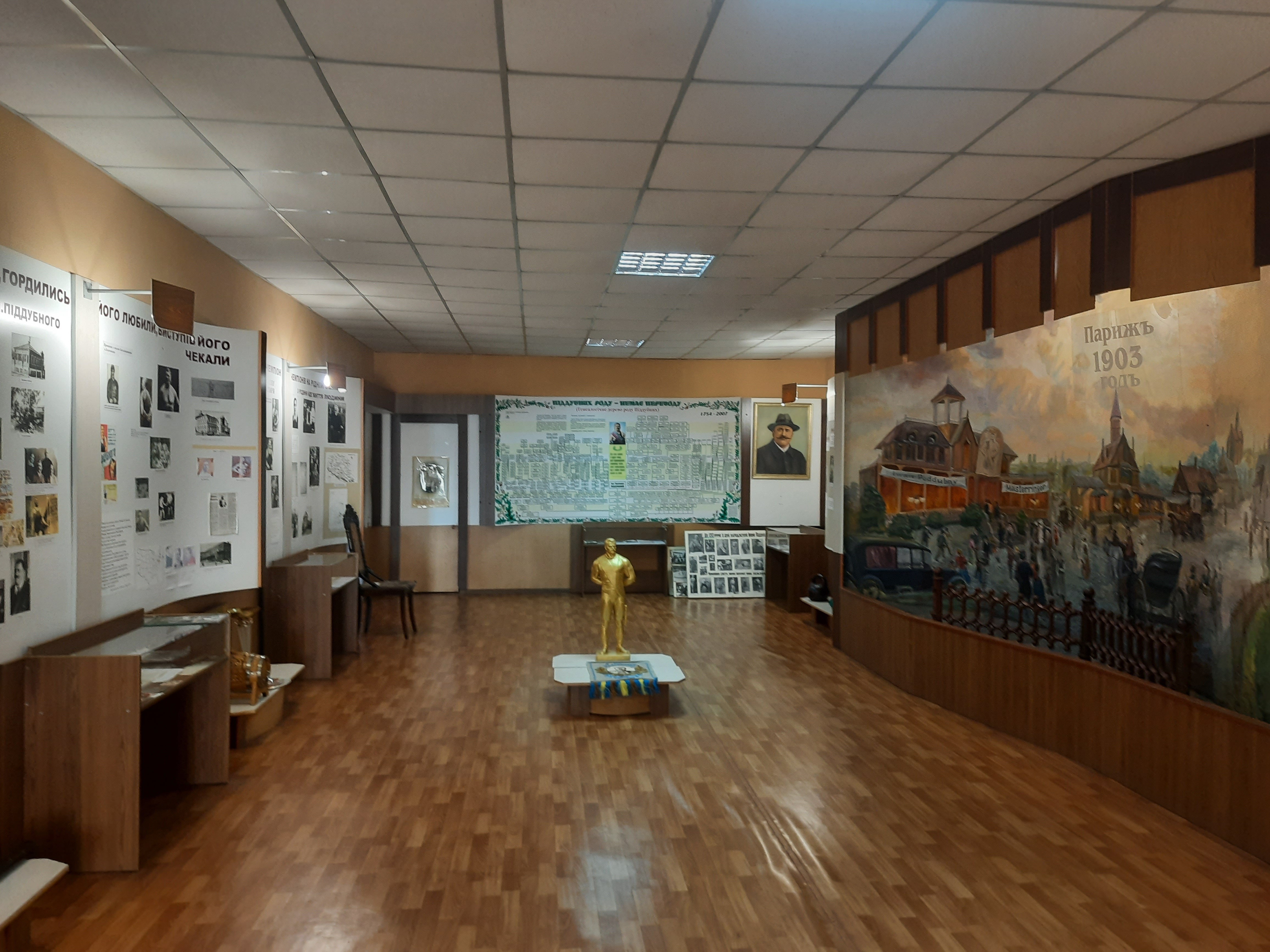
Інтер'єр музею Івана Піддубного

У 1990 році, з нагоди 120-річчя від дня народження Івана Піддубного, на кошти колгоспу в центрі села споруджено пам'ятник славетному землякові. У 1991 році на прохання мешканців села господарство перейменовано й отримало назву СТОВ імені Івана Піддубного, яке впродовж 10 років очолював нащадок великого роду — Д. І. Піддубний. Цього ж року відкрито музей історії села, у якому є зала Івана Піддубного.

### У незалежній Україні
У березні 2004 році в селі Красенівка на базі старого господарства виникло нове СТОВ «Красенівське». Засновниками його стали місцеві спеціалісти та керівники СТОВ «Дніпро» (директор А. П. Душейко), яке допомогло вирішити красенівцям фінансові та економічні проблеми. СТОВ «Красенівське», де директором Леонід Іванович Циба, об'єднало паї 687 осіб. Село поверталося до спокійного і стабільного життя. Відновлювалась і поповнювалась тваринницька ферма. Створювалися робочі місця. Люди стали одержувати гідну заробітну плату. У 2004 році, за сприяння голови держадміністрації Петра Григоровича Душейка, в село було підведено і наприкінці 2004 року підключено газ. Люди відчули комфорт, затишок й піклування.
12 червня 2020 року, відповідно до розпорядження Кабінету Міністрів України № 728-р «Про визначення адміністративних центрів та затвердження територій територіальних громад Черкаської області», село увійшло до складу  Чорнобаївської селищної громади.
19 липня 2020 року, в результаті адміністративно-територіальної реформи та ліквідації Чорнобаївського району, село увійшло до складу новоутвореного Золотоніського району.

## Населення
За даними перепису 2001 року населення села становило 1055 осіб.

## Мова
Рідна мова населення за даними перепису 2001 року:
| Мова       | Чисельність, осіб | Доля    |
| ---------- | ----------------- | ------- |
| Українська | 1 041             | 98,67 % |
| Російська  | 11                | 1,04 %  |
| Інше       | 3                 | 0,29 %  |
| Всього:    | 1 055             | 100 %   |

## Спорт
Скільки пам'ятає себе нинішнє покоління красенівців, щорічно проходили великі спортивні змагання з греко-римської боротьби на честь славетного земляка Івана Піддубного. У 1950-ті роки вони проводилися на зеленому вигоні біля козацької могили, а згодом — у Будинку культури. На цих змаганнях крім прославлених богатирів-борців виступали й місцеві любителі класичної боротьби. Тут уперше спробували свої сили майстер спорту міжнародного класу, заслужений тренер України Кот Василь Феодосійович і майстер спорту, заслужений тренер Кривонос Микола Олексійович — тоді ще молоді юнаки, які надалі все своє життя пов'язали зі спортом. Тут розпочав свою спортивну кар'єру ще один тренер з греко-римської боротьби — майстер спорту Ярошенко Микола Павлович. З 1990 року розпочалася нова сторінка в історії проведення свята на честь Івана Піддубного. Редакція газети «Молодь України», Всеукраїнська спортивна молодіжна організація «Клуб І. Піддубного», колгосп імені Дзержинського започаткували Всеукраїнське свято богатирської сили на призи пам'яті Івана Піддубного. Відтоді свято відбувається щороку на центральній площі села, а з 2005 року воно почало проводитись і в Красенівці, і в центрі селищної громади  — Чорнобай.

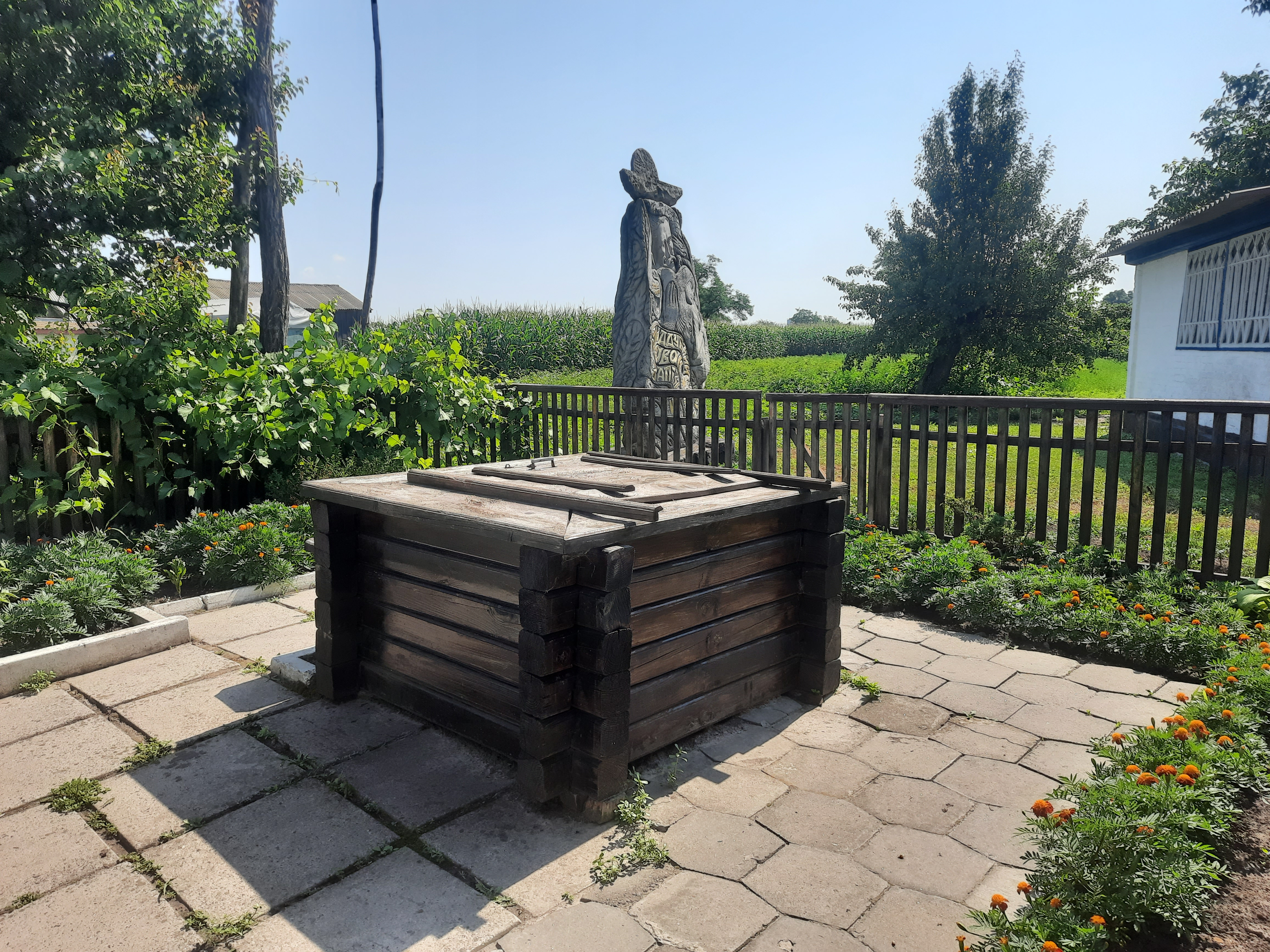
Криниця Івана Піддубного

З кожним роком свято набуває все більшого розмаху. На нього з'їжджаються борці з різних регіонів України, близького зарубіжжя (Польщі, країн Балтії). У 2002 році на місці садиби, де народився Іван Піддубний, відкритий пам'ятний знак — криниця зі зрубом і журавлем. Відвідувачі мають можливість попити цілющої джерельної водиці з богатирської криниці.

## Відомі особи
Уродженці села
- Піддубний Іван Максимович (1871—1949) — шестиразовий чемпіон світу з греко-римської боротьби.
- Піддубний Андрій Васильович (нар. 1938) — заслужений артист України (2004), актор Чернівецького музично-драматичного театру імені, Ольги Кобилянської.
- Піддубний Григорій Іванович (нар. 1945) — заслужений працівник сільського господарства України, директор державного підприємства «Іркліївський розплідник рослиноїдних риб».

Проживав
- Консовський Михайло Владиславович (1911—2000) — український радянський діяч.

## Галерея

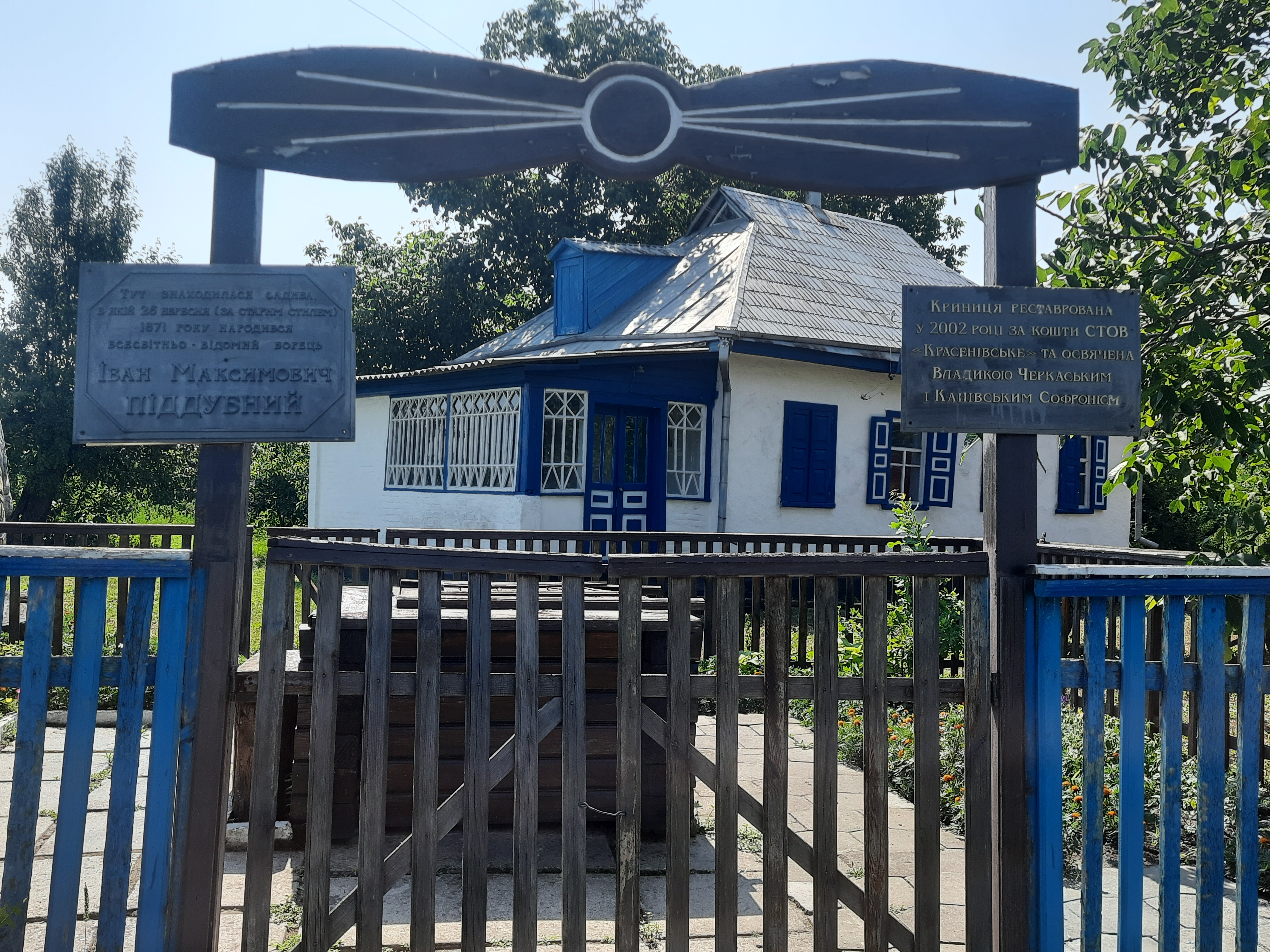
Колишня садиба, в якій народився Іван Піддубний
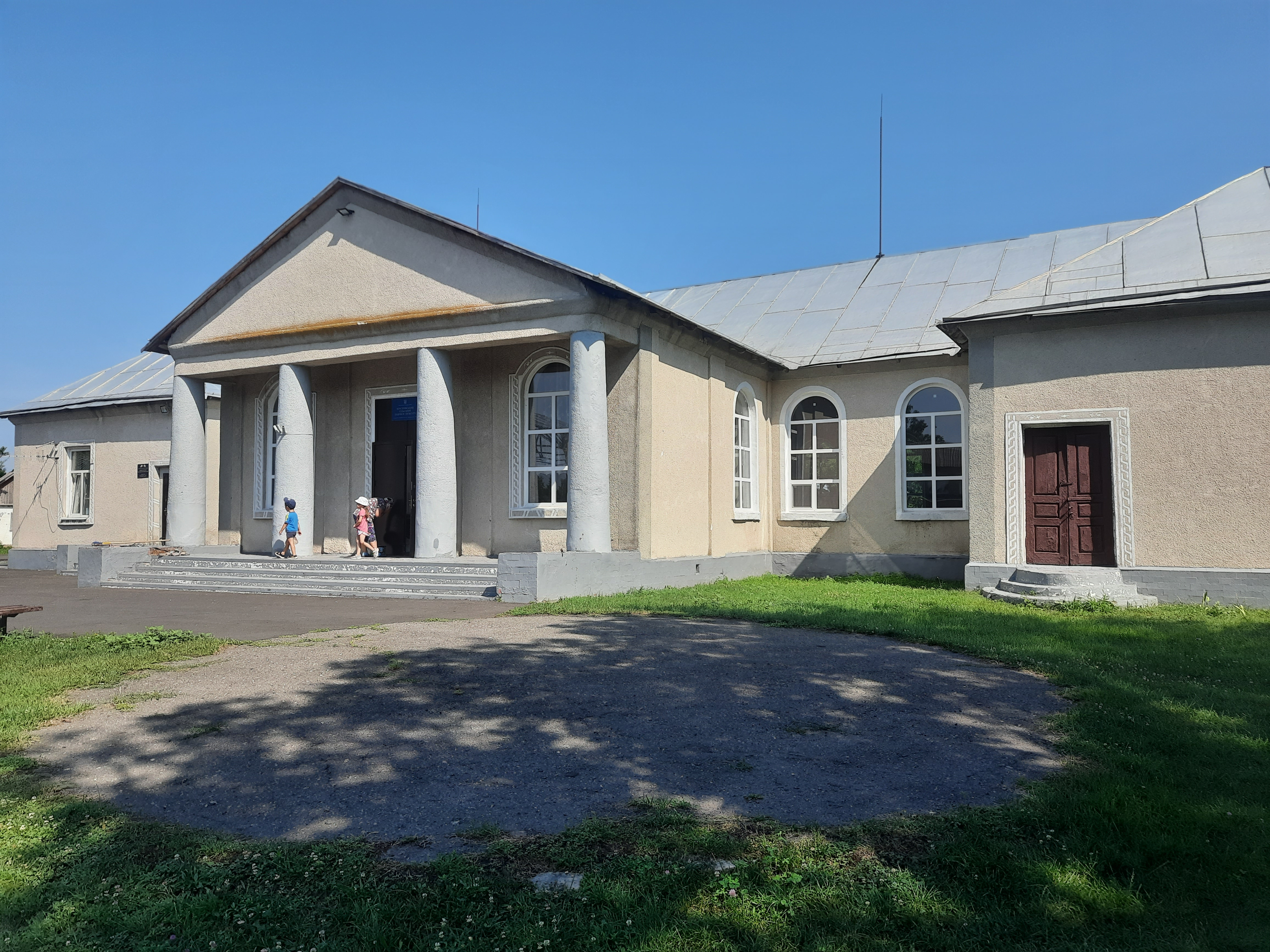
Будинок культури
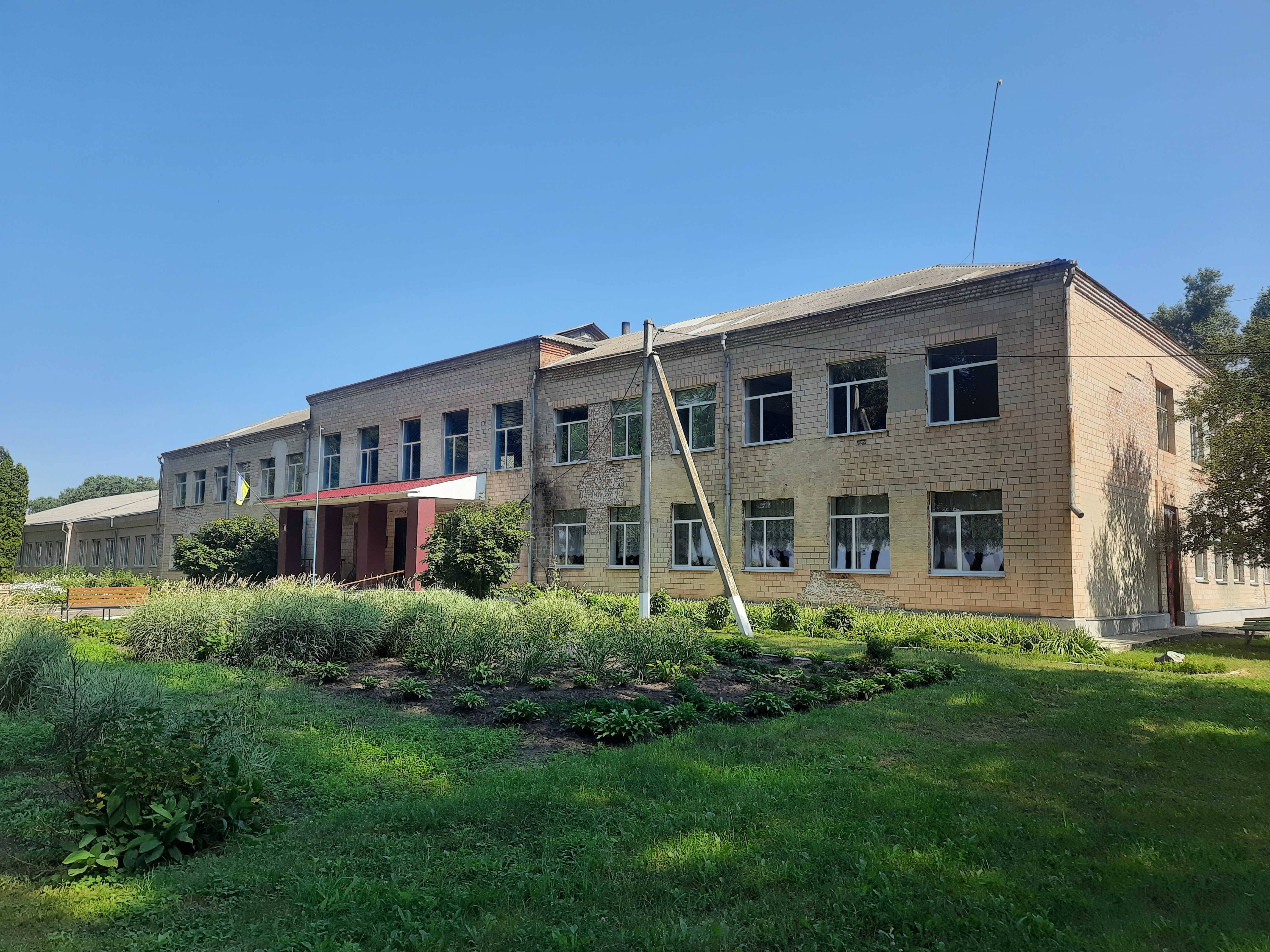
Школа